# Larry Woods
Larry Woods (Florence, 11 de maio de 1948) é um ex-jogador profissional de futebol americano estadunidense.

## Carreira
Larry Woods foi campeão da temporada de 1973 da National Football League jogando pelo Miami Dolphins.